# Schwandlbach
Der Schwandlbach ist ein Bach im nördlichen Flachgau im Land Salzburg. Er mündet südwestlich des Gemeindezentrums von Berndorf bei Salzburg von links in den Reiter Bach.

## Geographie

### Verlauf
Der Schwandlbach entspringt nordöstlich des namensgebenden Ortes Schwandt (Gemeinde Berndorf) und fließt anfangs in waldfreier Gegend. Der Bach passiert gut 100 Meter nach seiner Quelle ein Biotop, dessen Überlauf seinen ersten Zufluss bildet. Nach der Aufnahme dieses kleinen Zubringers ändert der Schwandlbach seine Fließrichtung leicht in nordöstliche Richtung und nimmt hierbei von links einen weiteren kleinen Graben auf. Ab hier fließt der Bach nun in bewaldeter Gegend weiterhin Richtung Nordosten. Dabei passiert er die Ortschaft Grub (Gemeinde Berndorf) in nördliche Richtung. Danach tritt er in den Ort Mayrmühl (Gemeinde Berndorf) ein und nimmt hier von links einen kleinen unbeständigen Graben auf, der etwas nördlich in dem Ort Mangerberg (Gemeinde Berndorf) entspringt. Nach dessen Einmündung verlässt der Schwandlbach Mayrmühl und nähert sich immer mehr dem Gemeindezentrum von Berndorf bei Salzburg. Er fließt nun parallel zum südlicher fließenden Reiter Bach und passiert in seinem Unterlauf noch einige Biotope, die er teilweise auch mit seinem Wasser speist. Südlich des Gemeindezentrums von Berndorf mündet der Schwandlbach dann schließlich von links in den Reiter Bach.

### Einzugsgebiet
Nördlich der Quelle des Schwandlbachs entspringen der Eispinger Bach und der Steinbacher Bach, die beide über die Oichten zur Salzach entwässern. Nordwestlich entspringt der Egger Bach, der ebenfalls zum Reiter Bach entwässert.

## Hochwasserschutz
Gemeinsam mit Egger Bach und Reiter Bach zählt der Schwandlbach zu den drei größeren Fließgewässern im Gemeindegebiet von Berndorf bei Salzburg. Er ist jedoch der Einzige dieser drei Bäche, der keine Hochwasserverbauungen hat.